# Магорно (Салерно)
Магорно је насеље у Италији у округу Салерно, региону Кампанија.
Према процени из 2011. у насељу је живело 624 становника. Насеље се налази на надморској висини од 845 м.